# Стржелец
Стржелец (пол. Strzelec) — польский дворянский герб.

## Описание
Щит рассечен. В правом голубом поле Гипоцентавр влево, стреляющий из лука, в левом красном — колонна.
Щит увенчан дворянскими шлемом и короной. Нашлемник: согнутая рука в латах, держащая меч.

## Герб используют
Фридрих-Адольф Шиц, г. Стржелец, 02.01.1840 жалован дипломом на потомственное дворянское достоинство Царства Польского.